# Sutonocrea sordida
Sutonocrea sordida là một loài bướm đêm thuộc phân họ Arctiinae, họ Erebidae.